# Barracuda (singolo Boomdabash)
Barracuda è un singolo del gruppo musicale italiano Boomdabash, pubblicato il 6 aprile 2018 come primo estratto dall'album omonimo.

## Descrizione
Il singolo è stato realizzato con la partecipazione vocale dei rapper Jake La Furia e Fabri Fibra e ha come tematica centrale il bullismo. Musicalmente, invece, si tratta di un brano tipicamente reggae con influenze che spaziano tra l'hip hop e il soul.

## Video musicale
Il videoclip, diretto da Enea Colombi, ha come protagonista un bambino timido e introverso che grazie all'aiuto di una ragazzina alla fine della storia riuscirà ad avere la meglio su alcuni bulli che lo prendono di mira.

## Tracce
1. Barracuda (feat. Jake La Furia & Fabri Fibra) – 3:43

## Classifiche
| Classifica (2018) | Posizione massima |
| ----------------- | ----------------- |
| Italia            | 63                |